# 甘南備神社 (広島県府中市)

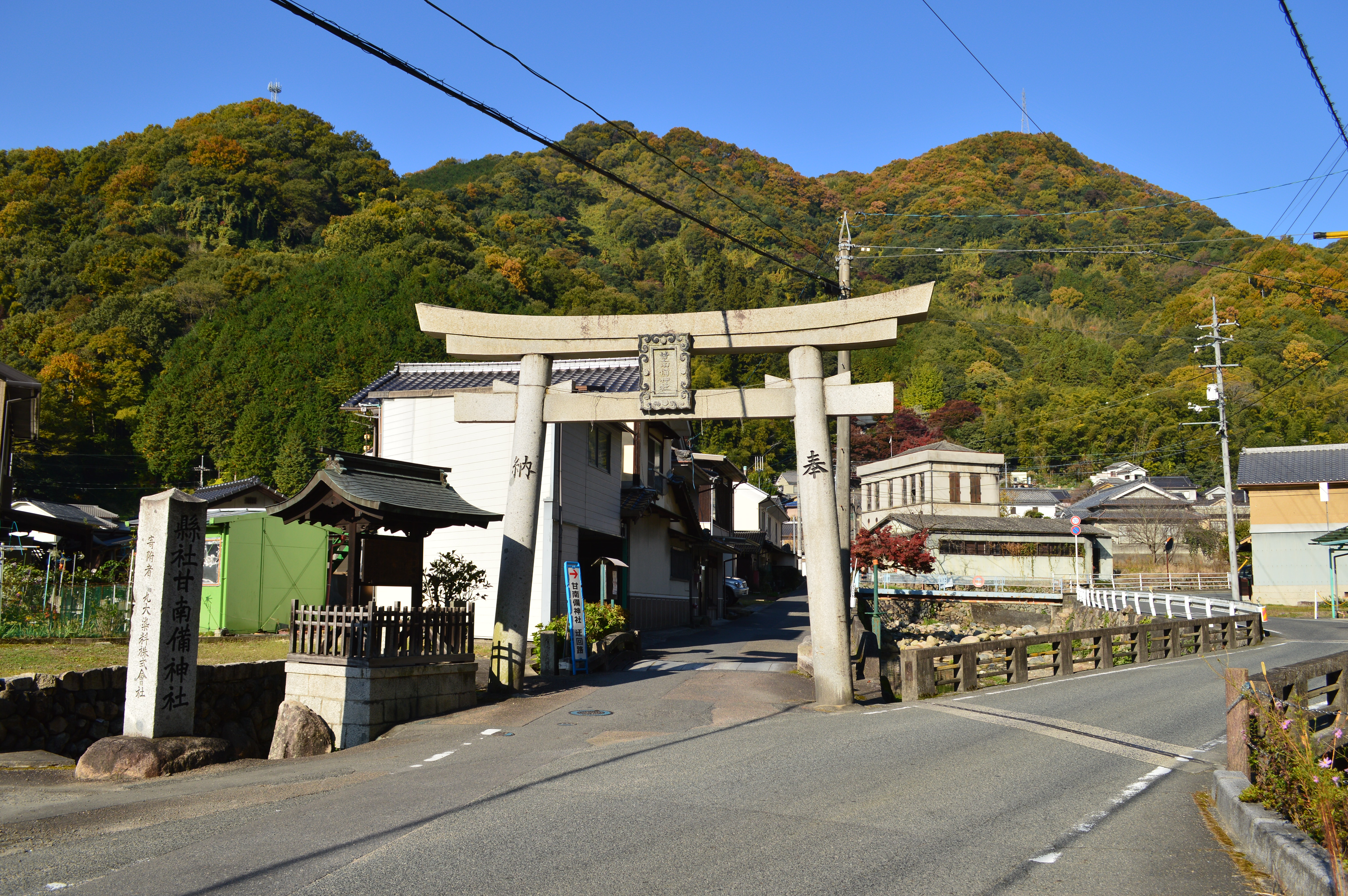
一の鳥居

甘南備神社（かんなびじんじゃ）は、広島県府中市出口町にある神社。式内社で、旧社格は県社。

## 概要
708年（和銅元年）に悪疫が流行した際、当時備後国国司であった佐伯宿祢麻麿（さえきすぐねまろ）が、出雲国美保神社から事代主命の分霊を勧進したとされる。祈祷の結果悪疫退散し、それを喜び大国主神と少彦名神を合祀した。備後国府の役人たちの尊信を得て、社格も上がり、878年（元慶2年11月13日） に陽成天皇より、備後国では最高位の「正五位上」に昇進した。『延喜式神名帳』にも、備後国芦田郡の項にその名が見える。
この神社は山陽と山陰をつなぐ古代からの交通の要路上に位置するため、人々は吉備系の南宮神社（広島県府中市栗柄町）に対し、出雲系の神を勧進してここに祀ったとされる。

## 祭神
- 事代主命（都味歯八重事代主命）
- 大国主神（大己貴神）
- 少彦名神
- 相殿　龍王神

## 歴史
- 708年（和銅元年） - 創建。
- 723年（養老7年） - 藤尾村より龍王神の神託に従って当地に遷座して合祀。
- 760年（天平宝字4年） - 悪疫流行の際、国司甘南備真人伊香が祈請し霊験あり、従五位上に叙せられる。
- 867年（貞観9年4月8日） - 清和天皇より、備従五位上から正五位下に叙せられる。
- 878年（元慶2年11月13日） - 陽成天皇より、備後国正五位下から正五位上に叙せられる。
- 1558年（永禄元年） - 天下一同旱魃の時、毛利元就が祈雨奉賽。田一町歩を永代寄付される。
- 1638年（寛永15年） - 水野勝成が祈雨奉賽を実施。御供料として田地1カ所を寄付される。
- 1703年（元禄16年） - 摂社龍王神社を造営。
- 1706年（宝永3年8月）、時の備後福山藩主松平忠雅が本殿を造営。
- 1734年（享保19年6月） - 拝殿造営。
- 1764年（明和元年5～9月） - 本殿屋根葺替。
- 1789年（寛政元年） - 修理。
- 1866年（慶應2年4月8日） - 清和天皇授階千年祭を開催。
- 1872年（明治5年） - 郷社に昇格。
- 1878年（明治11年）12月17日 - 陽成天皇授階千年祭を開催。
- 1924年（大正13年） - 拝殿再建。
- 1928年（昭和3年）10月19日 - 県社に昇格。
- 1958年（昭和33年） - 御鎮座千二百五十年大祭記念事業 として宝物館、三室会館を新築した

## 境内

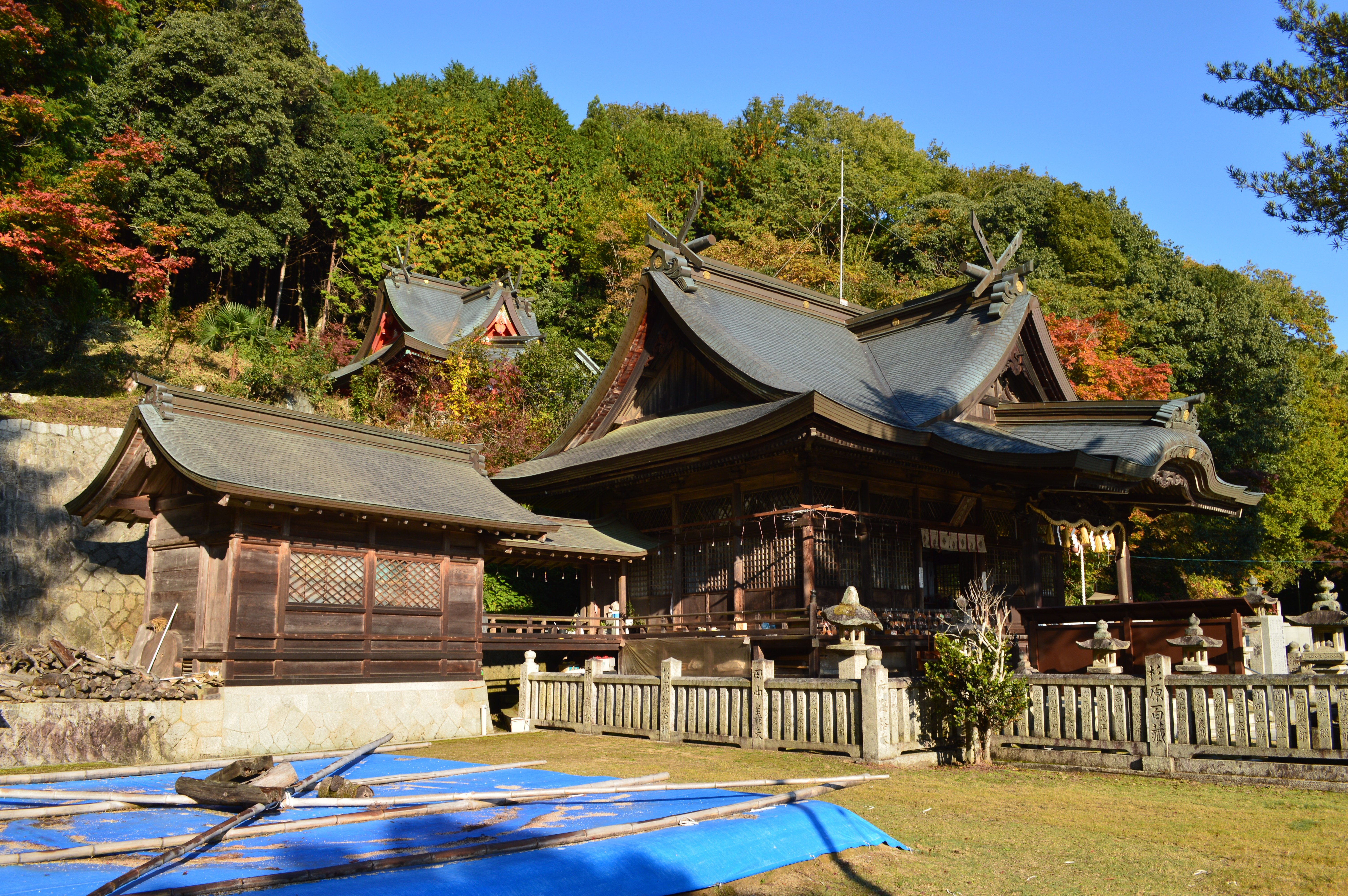
社殿

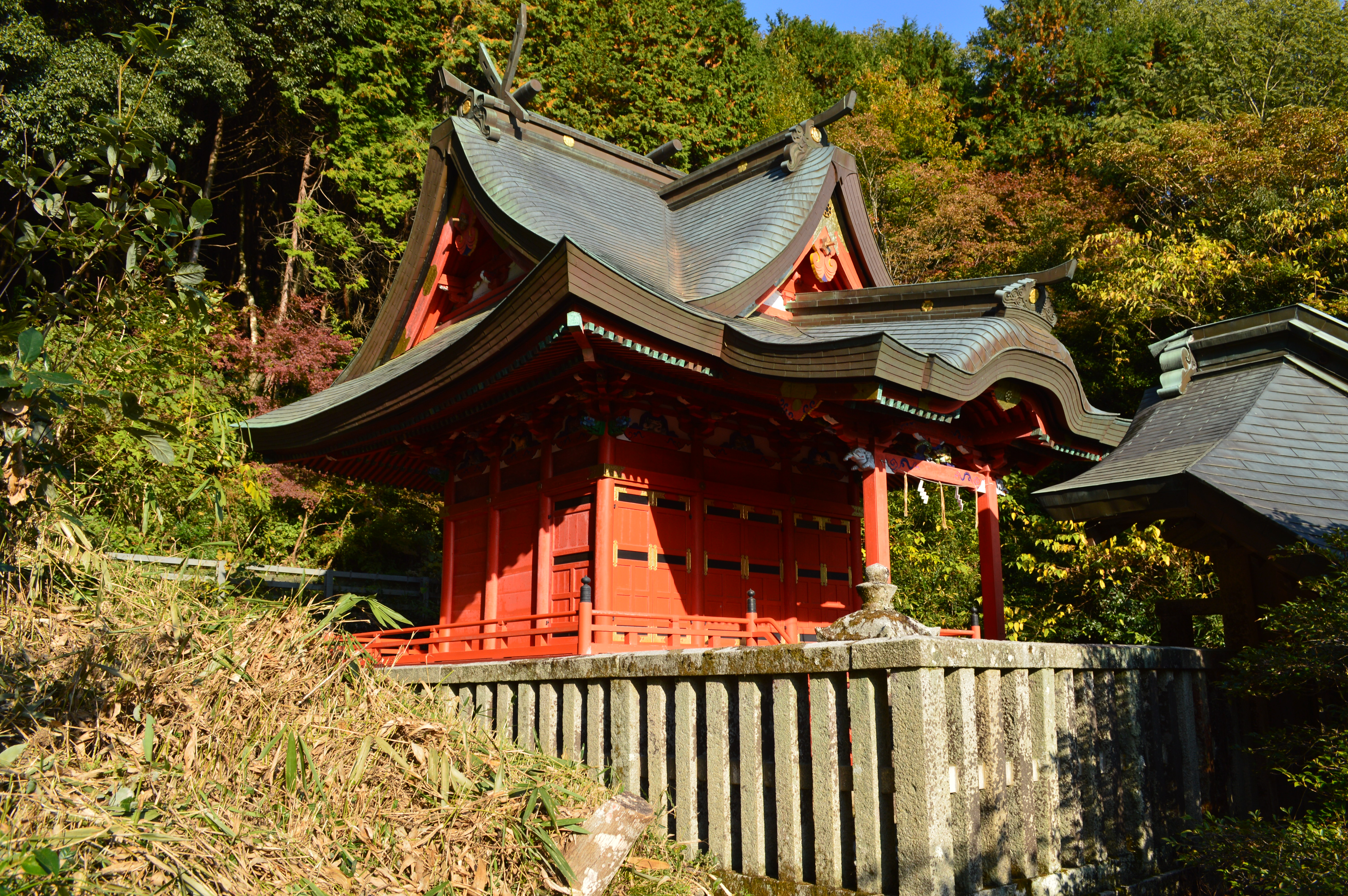
本殿
- 拝殿
- 神饌所
- 稲荷神社
- 三室会館
- 神楽殿
- 手水舎
- 社務所
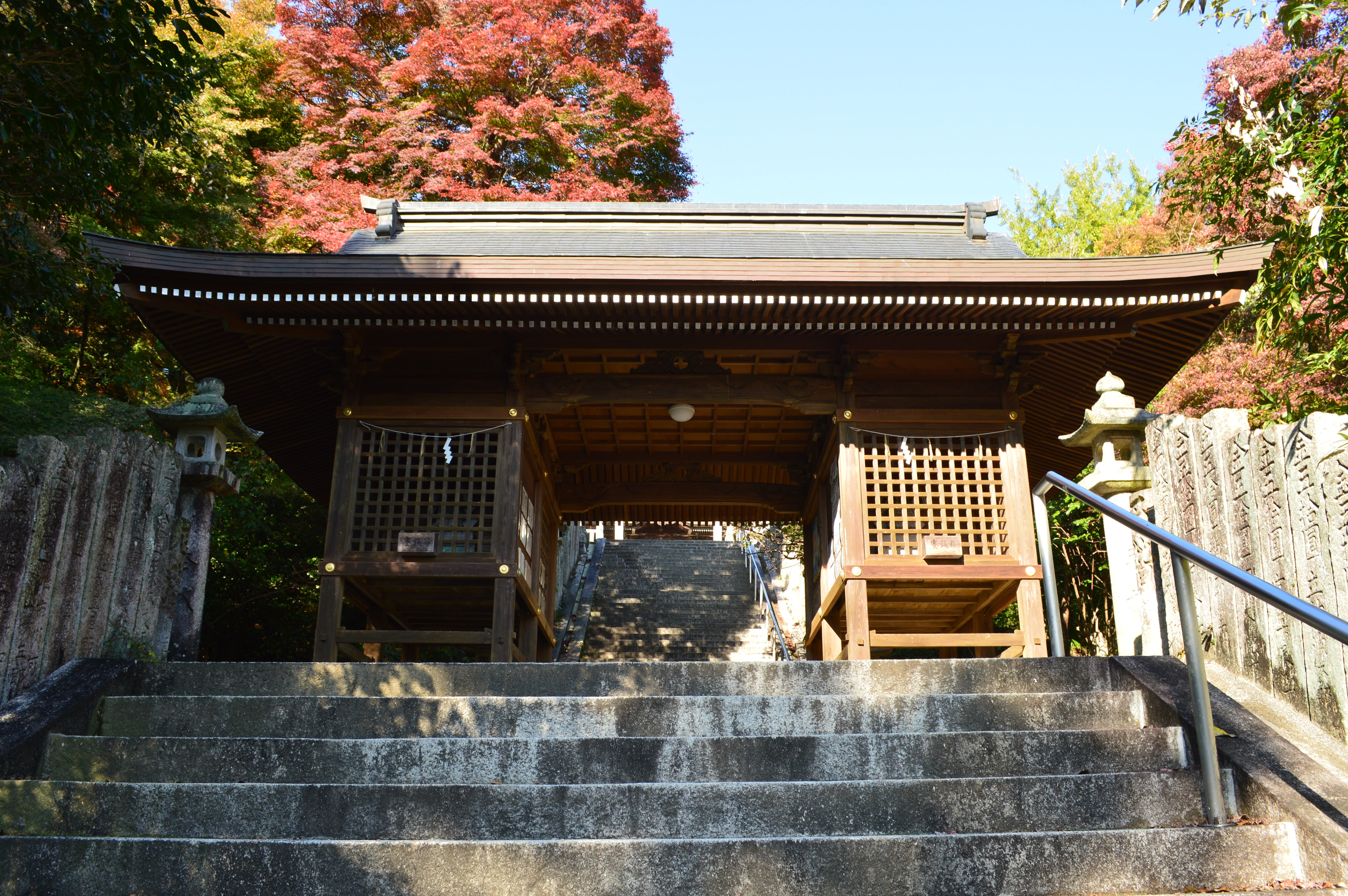
随神門
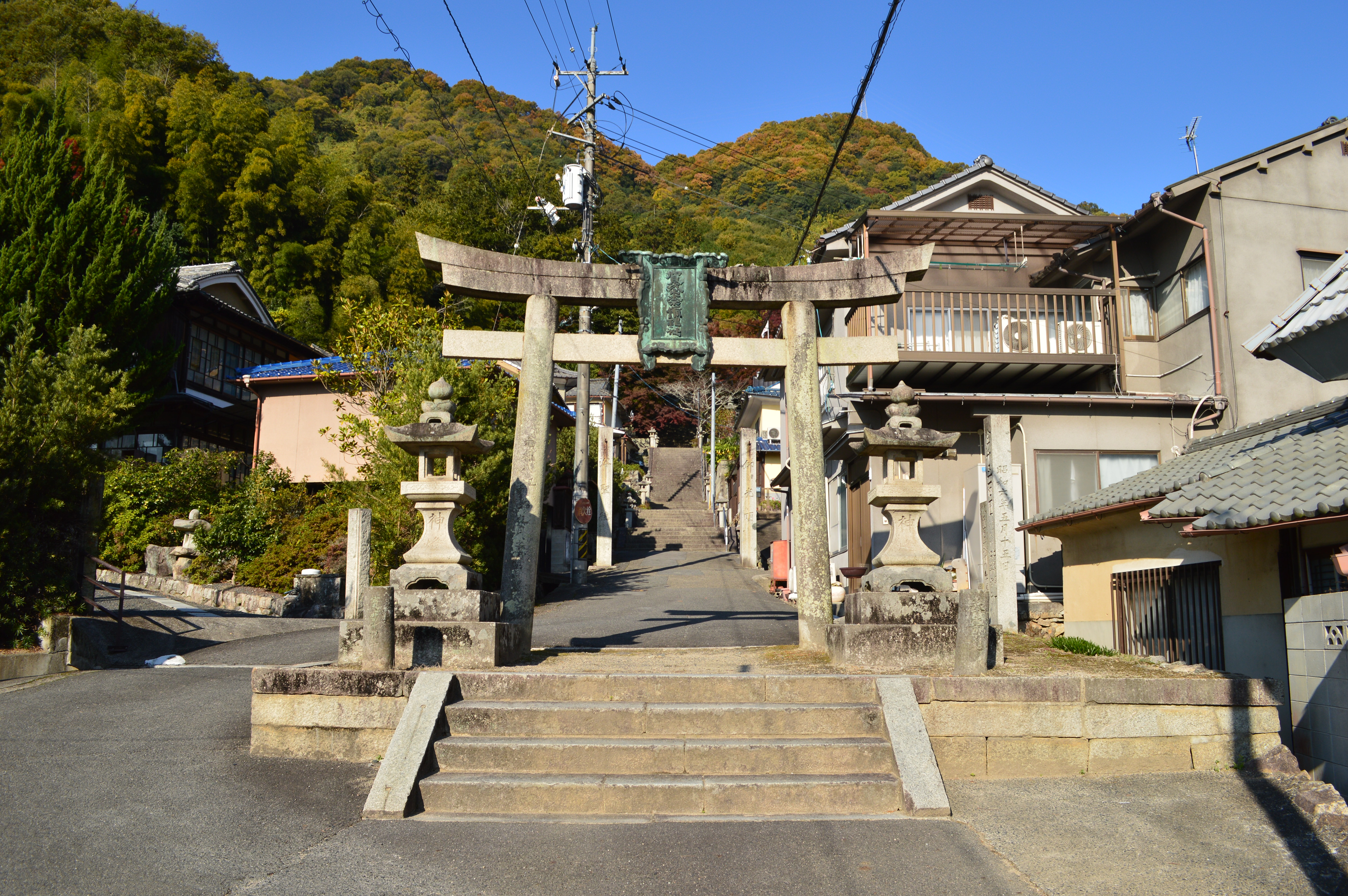
宝物館

- 本殿
- 随神門
- 二の鳥居

## 摂末社

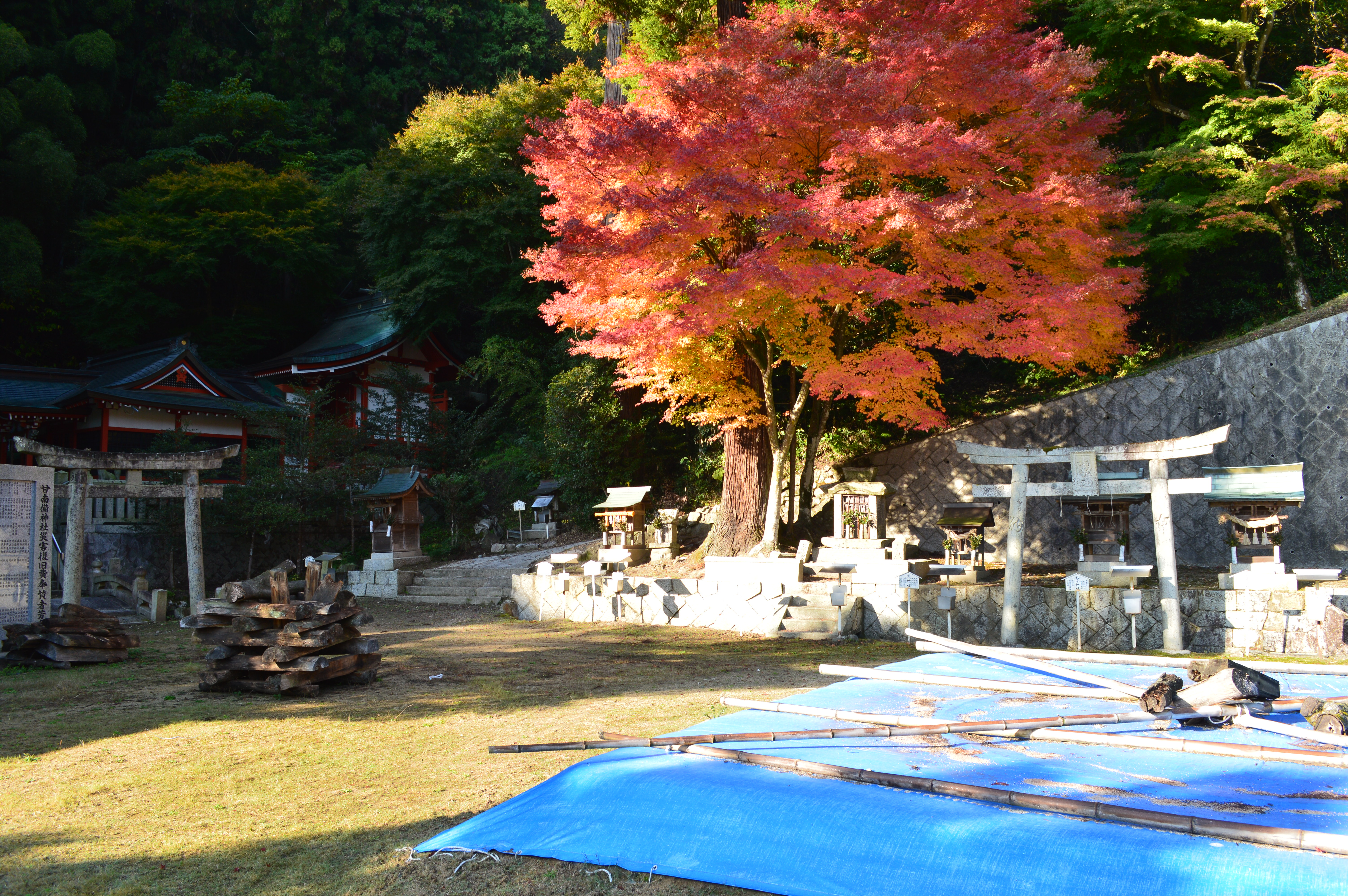
境内社

- 龍王神社 - 723年（養老7年）旱魃の際、藤尾村龍王神の神託に従って当地に遷座したと伝わる。
- 太子神社
- 荒神社
- 天目一筒神社
- 木野山神社
- 春日神社
- 中風神社
- 藪神社
- 稲荷人神社
- 稲荷神社
- 玉守稲荷神社

## 祭事
- 甘南備神社奉納子供大相撲大会
- 例大祭神輿渡御
- 夏越し大祓式芧の輪神事

## 現地情報

### 所在地
広島県府中市出口町７４５番地

### 交通アクセス
JR府中駅より徒歩約20分